# C'era un padre
C'era un padre (父ありき, Chichi Ariki) è un film del 1942, diretto da Yasujirō Ozu.
Si tratta dell'unico lavoro diretto dal regista giapponese negli anni di guerra.

## Trama
Un insegnante di provincia rassegna le proprie dimissioni al preside dell'istituto, sentendosi addosso la responsabilità della morte accidentale per annegamento di uno studente in una gita.
Decide di cambiare lavoro e si trasferisce in una cittadina più grande portandosi dietro il figlio ancora in età scolare. Rendendosi però conto di non poter mantenere gli studi futuri del ragazzo, cambia nuovamente impiego, questa volta spostandosi da solo a Tokyo da dove si curerà del mantenimento del figlio a distanza.
I due si reincontreranno dodici anni dopo, quando il figlio avrà 25 anni e sarà diventato anch'egli professore, ripercorrendo le orme del padre.